# Ho Xuan Huong
Hồ Xuân Hương (kinesisk:胡春香, pinyin:Hú Chūnxiāng) (1772-1822) var en vietnamesisk poet som skrev med chữ nôm, født i slutningen af Lê-dynastiet. Hương regnes som en af de vigtigste litterære personer i Vietnams historie, og kaldes for «nôm-poesiens dronning».
Hun antages at have været gift mindst to gange, da hendes digte henviser til to forskellige ægtemænd; Vinh Tuong, en lokal embedsmand, og Tong Coc, en noget højere rangeret embedsmand. For Tong Coc var hun en andenrangs kone – en konkubine – en rolle hun tydeligvis ikke var tilfreds med («som tjenestekvinden, men uden betalingen»). Dette ægteskab varede imidlertid ikke længe, siden Tong Coc døde seks måneder efter deres bryllup.
Resten af livet boede hun i et lille hus nær Hồ Tây i Hanoi. Hun ernærede sig som lærer, og må have rejst en del, da der findes digte af hende om flere steder i det nordlige Vietnam.
Eftersom de fleste af hendes værker var skrevet på chữ nôm bidrog hun til at højne vietnamesisks status til et litterært sprog. Man har imidlertid fundet digte af hende skrevet på klassisk kinesisk, så hun var ikke sprogpurist.